# Detlef Rora
Detlef Rora (* 6. April 1934; † 9. Dezember 2015 in Forch, Schweiz) war ein Schweizer Rezitator und Sprechpädagoge.

## Leben
Rora studierte in Berlin, u. a. die Sprechkunst bei Otto Warlich. Nach Lehrtätigkeit an Gymnasien, Rhetorik-Lehraufträgen an Pädagogischen Hochschulen und an der Technischen Universität Braunschweig war er ab 1989 im Raum Zürich als selbständiger Sprechpädagoge tätig.
Seine künstlerische Vortragsveranstaltungen mit unterschiedlichen Programmen (z. B. "Abende der Vortragskunst") wiesen einen besonderen Vortragsstil auf, der um jede Nuance des Textes bemüht war. Rora war bekannt dafür, dass er zu sprechende Texte so gründlich durcharbeitet, dass sie ihm schließlich auswendig zur Verfügung standen, wodurch ihm eine besonders intensive sprecherische Nachgestaltung des Textes möglich wurde, die zudem von höchster Natürlichkeit geprägt war.
Auch auf Schallplatten war Rora zu hören, auch mit seinen Versuchen zeitaktuelle Texte durch passende zeitgenössische Musiken zu kommentieren, um damit eine besonders günstige Situation für den Hörer seiner Rezitationen zu schaffen, der in dieser Art der Präsentation der Ausdrucksseite der Texte, den durch sie geweckten Gedanken und Gefühlen in der Musik nachhängen und weiterklingen lassen kann.